# Women's royal rumble match
Nel wrestling professionistico, il women's royal rumble match è una particolare tipologia di incontro a più partecipanti praticato nella WWE.
Il primo women's royal rumble match della storia si svolse il 28 gennaio 2018, nella città di Filadelfia in Pennsylvania.

## Regole
Al women's royal rumble match partecipano trenta wrestler diverse, ma all'inizio delle contesa ve ne sono soltanto due presenti sul ring; tutte le altre raggiungono il quadrato ad intervalli di tempo regolari, solitamente ogni novanta secondi, seguendo un ordine precedentemente sorteggiato.
La vincitrice del match è colei la quale rimane da sola sul ring una volta terminata la fase degli ingressi. Una wrestler può essere eliminata solo se finisce fuori dal quadrato passando al di sopra della terza corda e toccando terra con entrambi i piedi; non si può vincere né applicando prese di sottomissione né ricorrendo allo schienamento.

## Formula
A partire dalla prima edizione del 2018, è previsto dal regolamento che la vincitrice del women's royal rumble match guadagni la possibilità di sfidare la campionessa mondiale di uno dei due roster a WrestleMania. Dall'edizione 2020, inoltre, per la vincitrice sarà possibile richiedere l'opportunità titolata anche per l'NXT Women's Championship, titolo massimo femminile di NXT.

## Albo d'oro

### Edizioni
| Incontro     | Incontro         | Incontro         | Incontro        | Risultati            | Risultati                   | Statistiche                | Statistiche                          |
| Evento       | Data             | Città            | Vincitrice      | Seconda classificata | Maggior tempo di permanenza | Minor tempo di permanenza  | Maggiori numero di eliminazioni      |
| ------------ | ---------------- | ---------------- | --------------- | -------------------- | --------------------------- | -------------------------- | ------------------------------------ |
| Royal Rumble | 28 gennaio 2018  | Filadelfia       | Asuka           | Nikki Bella          | Sasha Banks (00:54:46)      | Vickie Guerrero (00:01:02) | Michelle McCool (5)                  |
| Royal Rumble | 27 gennaio 2019  | Phoenix          | Becky Lynch     | Charlotte Flair      | Natalya (00:56:01)          | Liv Morgan (00:00:10)      | Charlotte Flair (4)                  |
| Royal Rumble | 26 gennaio 2020  | Houston          | Charlotte Flair | Shayna Baszler       | Bianca Belair (00:33:20)    | Chelsea Green (00:00:12)   | Bianca Belair (8) Shayna Baszler (8) |
| Royal Rumble | 31 gennaio 2021  | Saint Petersburg | Bianca Belair   | Rhea Ripley          | Bianca Belair (00:58:52)    | Carmella (00:00:47)        | Rhea Ripley (7)                      |
| Royal Rumble | 29 gennaio 2022  | Saint Louis      | Ronda Rousey    | Charlotte Flair      | Bianca Belair (00:47:30)    | Mighty Molly (00:00:20)    | Charlotte Flair (5)                  |
| Royal Rumble | 28 gennaio 2023  | San Antonio      | Rhea Ripley     | Liv Morgan           | Rhea Ripley (01:01:08)      | Chelsea Green (00:00:05)   | Rhea Ripley (7)                      |
| Royal Rumble | 27 gennaio 2024  | Saint Petersburg | Bayley          | Liv Morgan           | Bayley (01:03:03)           | Valhalla (00:00:05)        | Nia Jax (8)                          |
| Royal Rumble | 1º febbraio 2025 | Indianapolis     | Charlotte Flair | Roxanne Perez        | Roxanne Perez (01:07:47)    | Maxxine Dupri (00:01:20)   | Nia Jax (9)                          |

### Vittorie per wrestler
| Wrestler        | Vittorie | Edizioni   |
| --------------- | -------- | ---------- |
| Charlotte Flair | 2        | 2020, 2025 |
| Bayley          | 1        | 2024       |
| Rhea Ripley     | 1        | 2023       |
| Ronda Rousey    | 1        | 2022       |
| Bianca Belair   | 1        | 2021       |
| Becky Lynch     | 1        | 2019       |
| Asuka           | 1        | 2018       |

## Statistiche
- Maggior numero di vittorie: Charlotte Flair (2)
- Maggior numero di vittorie consecutive: Charlotte Flair (2)
- Vincitrice inaugurale: Asuka (2018)
- Vincitrice più anziana: Charlotte Flair (38 anni e 302 giorni)
- Vincitrice più giovane: Rhea Ripley (26 anni e 109 giorni)
- Maggior numero di partecipazioni: Liv Morgan (8)
- Maggior numero di partecipazioni consecutive: Liv Morgan (8)
- Maggior tempo di permanenza sul ring: Roxanne Perez (01:07:47)
- Minor tempo di permanenza sul ring: Chelsea Green e Valhalla (00:00:05)
- Maggior numero di eliminazioni: Nia Jax (9)
- Maggior numero di eliminazioni consecutive: Nia Jax (9)
- Women's royal rumble match con la durata maggiore: 2019 (01:12:00)
- Women's royal rumble match con la durata minore: 2020 (00:54:20)

## Particolarità
- Le prime due entranti assolute in un royal rumble match femminile furono Sasha Banks e Becky Lynch, che nell'edizione 2018 entrarono rispettivamente con il numero 1 e il numero 2; mentre, sempre nella stessa edizione, Lita effettuò la prima eliminazione in assoluto ai danni di Mandy Rose.
- Asuka, nell'edizione del 2018, oltre ad essere la vincitrice inaugurale del torneo, diventò la prima wrestler asiatica a vincere la competizione.
- Becky Lynch, nell'edizione 2019, diventò la prima wrestler europea a vincere la competizione.
- Charlotte Flair, nell'edizione 2020, fu la prima wrestler nordamericana a vincere la competizione.
- Rhea Ripley, nell'edizione 2023, fu la prima wrestler oceaniana a vincere la competizione.
- Nell'edizione 2020, Santino Marella, nelle vesti di Santina Marella, diventò il primo e finora unico uomo ad entrare in un royal rumble match femminile.
- Nell'edizione 2022, con l'ingresso dell'Impact Knockout World Champion Mickie James, per la prima volta, una wrestler sotto contratto con un'altra compagnia partecipò al torneo, l'evento si ripeté nell'edizione 2024 con l'ingresso della TNA Knockouts World Champion Jordynne Grace.
- Bianca Belair è l'unica wrestler ad aver registrato il maggior tempo di permanenza sul ring per tre edizioni consecutive (2020, 2021, 2022).
- Bianca Belair detiene il record di tempo complessivo speso all'interno della rissa reale: 3:54:42.
- Rhea Ripley e Liv Morgan, nell'edizione 2023, furono le prime wrestler a raggiungere un'ora di permanenza nel ring (contemporaneamente, essendo entrate rispettivamente con il numero 1 e con il numero 2), il record fu poi eguagliato da Naomi e Bayley nell'edizione 2024 e da Roxanne Perez, nuovamente Liv Morgan e Iyo Sky nell'edizione 2025.
- Nell'edizione 2023 per la prima e unica volta le prime due partecipanti furono anche le due finaliste.
- All'edizione 2024 i numeri d'ingresso 3 e 28 sono quelli che hanno generato maggior vincitrici (edizioni 2019 e 2022 per il 28, edizioni 2021 e 2024 per il 3).
- Nell'edizione 2025 Charlotte Flair è diventata la prima e, finora unica, wrestler a vincere la Royal Rumble per due volte.